# Kanton Vittel
Kanton Vittel (fr. Canton de Vittel) je francouzský kanton v departementu Vosges v regionu Grand Est. Skládá se ze 45 obcí. Před reformou kantonů 2014 ho tvořilo 21 obcí.

## Obce kantonu
od roku 2015:
| - Aingeville - Aulnois - Auzainvilliers - Bazoilles-et-Ménil - Belmont-sur-Vair - Bulgnéville - Contrexéville - Crainvilliers - Dombrot-le-Sec - Dombrot-sur-Vair - Domèvre-sous-Montfort - Domjulien - Estrennes - Gemmelaincourt - Gendreville - Hagnéville-et-Roncourt - Haréville - Lignéville - Malaincourt - Mandres-sur-Vair - Médonville - Monthureux-le-Sec - Morville | - La Neuveville-sous-Montfort - Norroy - Offroicourt - Parey-sous-Montfort - Rancourt - Remoncourt - Rozerotte - Saint-Ouen-lès-Parey - Saint-Remimont - Saulxures-lès-Bulgnéville - Sauville - Suriauville - They-sous-Montfort - Thuillières - Urville - La Vacheresse-et-la-Rouillie - Valfroicourt - Valleroy-le-Sec - Vaudoncourt - Vittel - Viviers-lès-Offroicourt - Vrécourt |

před rokem 2015:
- Bazoilles-et-Ménil
- Contrexéville
- Dombrot-le-Sec
- Domèvre-sous-Montfort
- Domjulien
- Estrennes
- Gemmelaincourt
- Haréville
- Lignéville
- Monthureux-le-Sec
- La Neuveville-sous-Montfort
- Offroicourt
- Rancourt
- Remoncourt
- Rozerotte
- They-sous-Montfort
- Thuillières
- Valfroicourt
- Valleroy-le-Sec
- Vittel
- Viviers-lès-Offroicourt